# Susan Flannery
Susan Flannery (n. 31 iulie 1939, Jersey City, New Jersey) este o actriță americană. Supranumită „regina filmelor siropoase”, Flannery e cunoscută pentru serialul Dragoste și putere.

## Date biografice
Susan Flannery a copilărit în New York, unde a studiat dramaturgia înainte de a ajunge la Hollywood. A debutat 1974, în filmul "The Towering Inferno" (Infernul în flăcări), urmează serialele Dallas și Dragoste și putere. A fost distinsă de mai multe ori cu premiul Emmy.